# داميان بلانش
داميان بلانش (بالإنجليزية: Damien Blanch)‏ هو لاعب دوري الرغبي أسترالي، ولد في 24 مايو 1983 في سيدني في أستراليا.

## روابط خارجية
- داميان بلانش على موقع ItsRugby.co.uk (الإنجليزية)